# Nothobranchius palmqvisti
Nothobranchius palmqvisti é uma espécie de peixe da família Aplocheilidae.
Pode ser encontrada nos seguintes países: Quénia e Tanzânia.
Os seus habitats naturais são: pântanos e marismas intermitentes de água doce.